# Schwefeloxidtetrafluorid
Schwefeloxidtetrafluorid ist eine chemische Verbindung aus der Gruppe der Fluoride.

## Gewinnung und Darstellung
Schwefeloxidtetrafluorid kann durch Reaktion von Thionylfluorid mit Brompentafluorid bei 280 °C oder durch Umsetzung von Thionylfluorid mit Fluor gewonnen werden.
{\displaystyle {\ce {5 SOF2 + 2 BrF5 -> 5 SOF4 + Br2}}}
{\displaystyle {\ce {SOF2 + F2 -> SOF4}}}
Ebenfalls möglich ist die Darstellung durch Reaktion von Schwefeltetrafluorid mit Sauerstoff bei 200 °C und Stickstoffdioxid als Katalysator.
{\displaystyle \mathrm {2\ SF_{4}+O_{2}\longrightarrow 2\ SOF_{4}} }

## Eigenschaften
Schwefeloxidtetrafluorid ist ein farbloses, stechend riechendes Gas. Es reagiert mit Wasser unter starker Wärmeentwicklung zu Sulfurylfluorid und Fluorwasserstoff:
{\displaystyle {\ce {SOF4 + H2O -> SO2F2 + 2 HF}}}
Natronlauge absorbiert es völlig.